# Kloster Gnadental (Michelfeld)

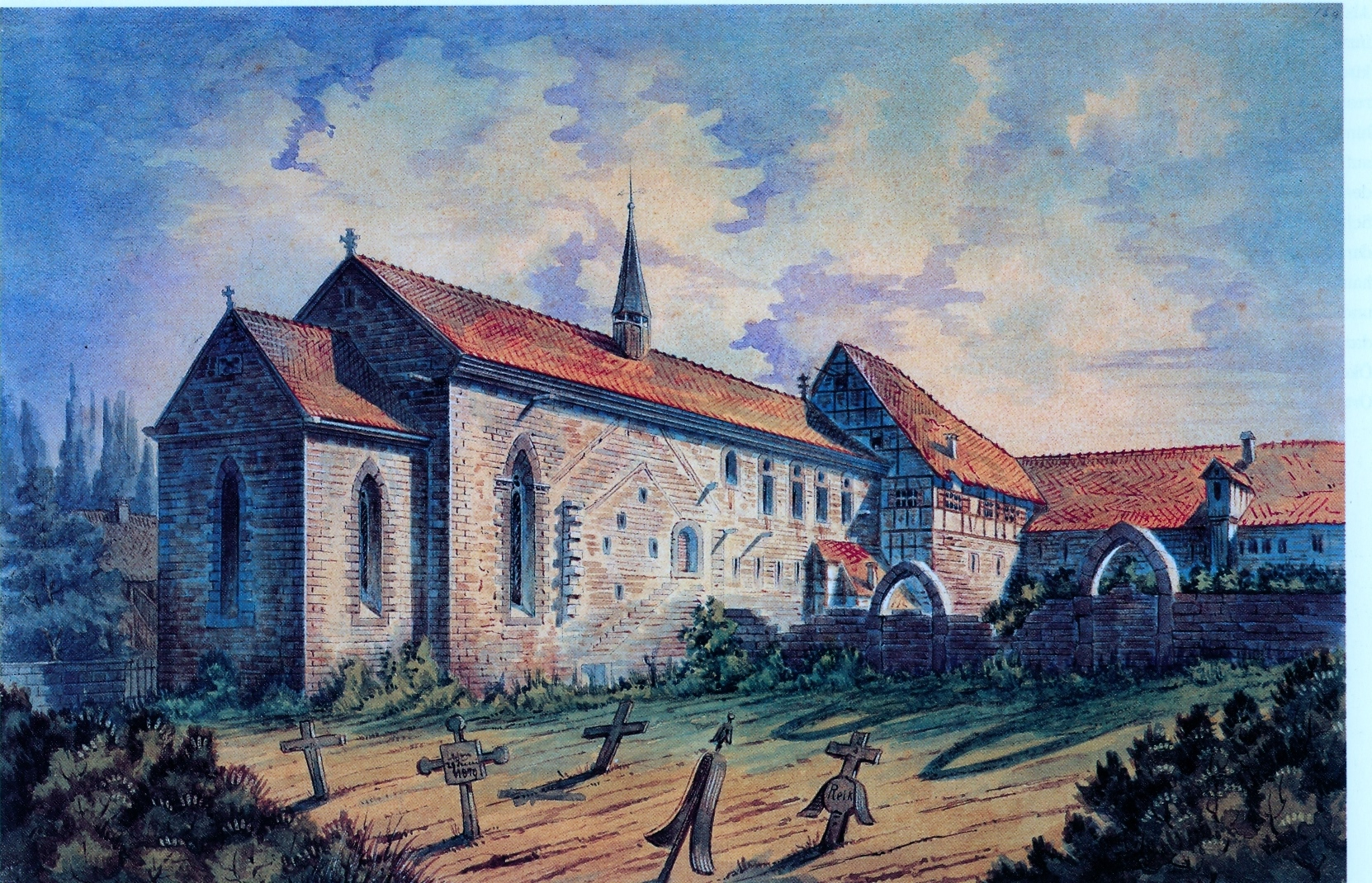
Ehemalige Klosterkirche St. Maria von Nordosten, Aquarell von Johann Friedrich Reik (1836–1904).

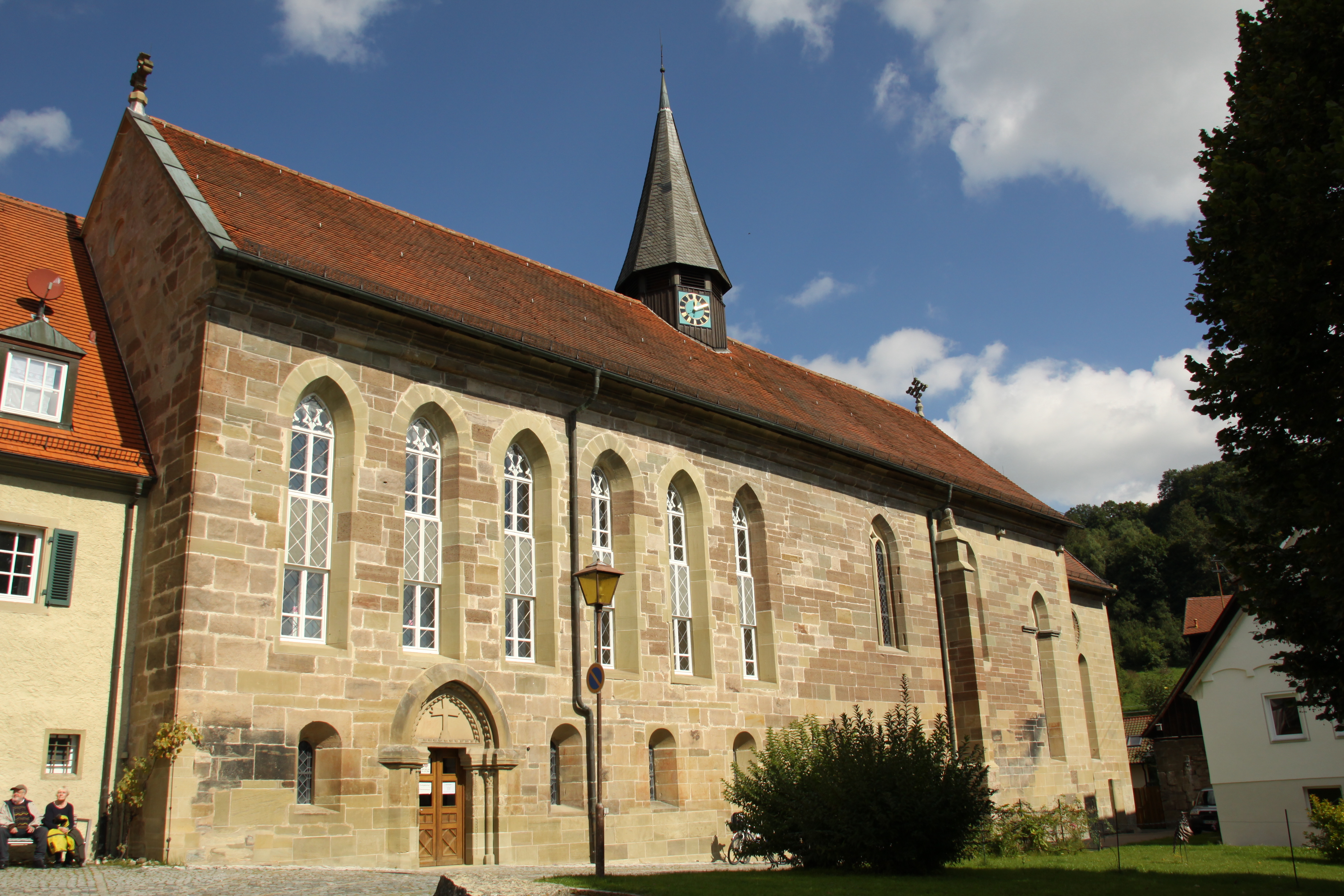
Ehemalige Klosterkirche.

Kloster Gnadental (lateinisch Abbatia Vallis Gratiae) war eine Zisterzienserinnenabtei in Gnadental im Landkreis Schwäbisch Hall.

## Geschichte
Kloster Gnadental wurde von Konrad von Krautheim und seiner Gemahlin Kunigunde von Eberstein zunächst in Hohebach, unweit ihrer Burg Krautheim, gestiftet. Der Konvent wurde 1237 auf Bitten des Würzburger Bischofs Hermann I. von Lobdeburg vom Generalkapitel in Cîteaux dem Zisterzienserorden inkorporiert. Wenig später zogen die Nonnen in das Tal der Bibers um. Reste des ursprünglichen Klosterbaus befinden sich in den romanischen Pforten.
Die Klostervogtei übten die Grafen von Hohenlohe aus, denen die Abtei zeitweilig auch als Grablege diente. Mit der Einführung der Reformation durch die Herren von Hohenlohe wurde das Kloster säkularisiert; die Nonnen, die nicht zum neuen Glauben übertreten wollten, durften in der Anlage wohnen bleiben. Der erste evangelische Pfarrer wurde an Lichtmess 1557 in sein Amt eingeführt. 1571 starb die letzte Priorin Sophia von Ellrichshausen. Danach wurde das Kloster ab 1589 als Gestüt genutzt, 1622 wurde dort eine Münzstätte eingerichtet und 1696 ein Spital, in dem sich bis zu 24 Insassen befanden. Das Spital zog später nach Neuenstein.
Das Spitalgebäude und die dreischiffige Klosterkirche haben sich erhalten, während vom ummauerten Klosterbezirk und vom Kreuzgang nur noch Reste an den Einfassungen des heutigen Friedhofes zu sehen sind. Die der Muttergottes geweihte Klosterkirche mit Nonnenempore und mehreren herausragenden Grabsteinen von Äbtissinnen und Wohltätern gilt als bedeutendes regionales Zeugnis der Frühgotik.